# 梁明远
梁明远（1955年12月—），男，藏族，甘肃舟曲人，中华人民共和国政治人物、第十二届全国人民代表大会甘肃地区代表。

## 生平
梁明远毕业于中央党校党的学说与党的建设专业。1974年加入中国共产党。担任甘肃省高级人民法院院长。2008年起担任全国人大代表。2013年，担任全国人大代表。